# Eszter Muhari
Eszter Muhari (* 30. September 2002 in Budapest) ist eine ungarische Degenfechterin.

## Erfolge
Eszter Muhari wurde 2019 in der Juniorinnenkategorie der Kadettinnen Weltmeisterin. Ihre erste internationale Medaille bei den Erwachsenen bei einer Großveranstaltung gewann sie bei den Europaspielen 2023 in Krakau, als sie gemeinsam mit Lili Büki, Anna Kun und Dorina Wimmer in der Mannschaftskonkurrenz die Silbermedaille erhielt. Im Finale unterlagen die Ungarinnen gegen Frankreich knapp mit 33:34. Auch bei den ein Jahr später stattfindenden Europameisterschaften in Basel blieb den Ungarinnen die Goldmedaille verwehrt. Erneut erreichten sie das Finale, in dem sie diesmal Italien mit 31:38 unterlagen. Neben Muhari gehörten noch Kinga Dékány, Tamara Gnám und Blanka Nagy zur Mannschaft.
Als eine der beiden besten noch nicht über andere Kriterien qualifizierte Fechterinnen aus Europa erhielt Muhari die Teilnahmeberechtigung für die Olympischen Spiele 2024 in Paris. In der Einzelkonkurrenz zog sie nach drei Siegen ins Halbfinale ein, in dem sie sich mit 9:15 der Französin Auriane Mallo-Breton geschlagen geben musste. Dank eines 15:14-Erfolgs gegen Nelli Differt aus Estland gelang ihr aber mit Bronze ein abschließender Medaillenerfolg.
Muhari absolviert seit 2022 ein Bachelorstudium in Business Administration and Management an der University of Notre Dame, für die sie auch im College-Sport aktiv ist.